# Паранойя
„Паранойя“ (на български: Параноя) е песен на руския певец Николай Носков. .

## Информация
Николай Носков започва работа по втория си албум през 1998 г. Слушателите на неговите песни го молят да напише нова песен за радио. По текст на Игор Брусенцев създава песента „Паранойя“, която първоначално не е с това име. „Паранойя“ е популярна през цялата 1999 г. и се превръща в хит. Включена е в албума „Стёкла и бетон“.. Текстът и изпълнението са с еротична тематика. В музикално видео танцува с момичета.
Включени са кадри с участието на животни.
Песента печели наградата „Златен грамофон“ за 1999 г. 